# Atlético Malabo
El Atlético Malabo es un equipo de fútbol de Guinea Ecuatorial con sede en la ciudad de Malabo. Actualmente, el club ha cesado sus actividades en el fútbol masculino, pero continúa activo en el fútbol femenino.

## Historia
El Atlético Malabo debutó en el fútbol de Guinea Ecuatorial en las temporadas 1981 y 1982, proclamándose campeón nacional en ambas. Curiosamente, consta su participación en la Recopa Africana 1980, aunque no fue el campeón oficial de la copa nacional de 1979, que ganó el Akonangui FC. Se especula con que el Atlético fue subcampeón y heredó la plaza continental debido a una posible descalificación del Akonangui. En la competición, se enfrentó al US Mbila Nzambi de Gabón, empatando 2-2 en la ida y perdiendo 3-1 en la vuelta.
En 1982, representó al país en la Copa Africana de Clubes Campeones, enfrentándose al Sporting Moura de la República Centroafricana en la ronda preliminar, perdiendo 1-0 y 3-1. El club volvió a la acción internacional en 1984, cuando se enfrentó al Primeiro de Maio de Angola en la misma competición, ganando 2-0 en la ida, pero siendo eliminado tras una derrota por 6-1 en la vuelta. En 1985, en la Recopa Africana, el Atlético se enfrentó al Dragons de l'Ouémé de Benín, pero sufrió duras derrotas por 8-0 y 2-1, poniendo fin anticipadamente a su campaña. En este mismo año, ganó la copa nacional.
En el ámbito nacional, reapareció en 1987 y 1988, ganando la copa nacional en ambas temporadas. En 1988, participó de nuevo en la Recopa Africana, vencendo al Diamant Yaoundé camerunés en el partido de ida por 3-1, para caer eliminado tras caer por 5-0 en la vuelta. En 1990, compitió en la fase insular de la Primera División y terminó octavo. Al año siguiente, ganaron la copa nacional otra vez.
En 1992, volvió a participar en la Recopa Africana, enfrentándose al ASDR Fatima de la República Centroafricana, pero fue eliminado tras una derrota por 3-0 y un empate a 1-1. En 1997, el club se proclamó subcampeón de liga, mientras que el Deportivo Mongomo ganó el título. En 1998, compitió en la Copa CAF, superando la ronda preliminar debido a la descalificación de los clubes de la República Centroafricana, pero fue eliminado en la primera ronda por el Stade Bandjoun de Camerún, con derrotas por 6-0 y 1-0.
Su próximo registro fue en la temporada 2000/01, donde el Atlético ganó la copa nacional, pero no logró clasificarse para la Liguilla. En 2002, quedó cuarto en la Liguilla tras clasificarse en la fase regional. En 2003, superó la fase regional y la Liguilla, y ganó el título nacional. En la Copa, llegaron a la final, aunque se desconoce el resultado. En 2004, quedaron terceros en la fase insular, pero sin constancia de participación en la Liguilla. Ese mismo año, participó en la Liga de Campeones de la CAF 2004, pero fue eliminado en la ronda preliminar por el Petro de Luanda, perdiendo los dos partidos por 3-1.
En 2005, lideraron la fase regional insular en un momento dado, acumulando 23 puntos en 7 partidos, pero al final no lograron conquistar el título. En 2007, volvieron a la Liguilla, pero no lograron ganar la competición. En la Copa Nacional, fue subcampeón, perdiendo 2-0 con el Akonangui FC. En los años siguientes, el rendimiento del Atlético fue irregular. Participaron en las ediciones 2008, 2011 y 2012 de la Liga Nacional, que se disputaron en formato único, pero sin información sobre sus posiciones finales.
En 2013, el club afrontó su primera gran caída, al descender tras perder los nueve partidos de la fase insular. También participaron en el Trofeo Teodoro Nguema Obiang Mangue, siendo eliminados en primera ronda. Al año siguiente, reaparecieron en Primera División, pero de nuevo acabaron en último lugar. En 2015, jugaron en Segunda División, pero no hay registros concluyentes de su posición.
Desde la temporada 2015/16, no hay registros de participación del Atlético Malabo en competiciones oficiales, pero su sección de fútbol femenino continúa activa.

## Palmarés
- Primera División de Honor de Guinea (3): 1981, 1982 y 2003.

- Copa Ecuatoguineana (6): 1985, 1987, 1988, 1990, 1991 y 2001.

## Participación en competiciones de la CAF
| Temporada | Torneo                            | Ronda      | Club            | Casa  | Visita | Global |
| --------- | --------------------------------- | ---------- | --------------- | ----- | ------ | ------ |
| 1980      | Recopa Africana                   | 1          | US Mbila Nzambi | 2-2   | 1-3    | 3-5    |
| 1982      | Copa Africana de Clubes Campeones | Preliminar | Sporting Moura  | 0-1   | 1-3    | 1-4    |
| 1984      | Copa Africana de Clubes Campeones | Preliminar | 1º de Maio      | 2-0   | 1-6    | 3-6    |
| 1985      | Recopa Africana                   | Preliminar | Dragons         | 1-2   | 0-8    | 1-10   |
| 1988      | Recopa Africana                   | 1          | Diamant Yaoundé | 3-1   | 0-5    | 3-6    |
| 1992      | Recopa Africana                   | Preliminar | ASDR Fatima     | 1-1   | 0-3    | 1-4    |
| 1998      | Copa CAF                          | Preliminar | ASDR Fatima     | w.o.1 | w.o.1  | w.o.1  |
| 1998      | Copa CAF                          | 1          | Stade Bandjoun  | 0-6   | 0-1    | 0-7    |
| 2004      | Liga de Campeones de la CAF       | Preliminar | Petro Atlético  | 1-3   | 1-3    | 2-6    |

1- Los equipos de la República Centroafricana fueron descalificados en ese año.